# Harambašići
Harambašići es un pueblo de la municipalidad de Bugojno, en el cantón de Bosnia Central, Bosnia y Herzegovina.

## Superficie
Posee una superficie de 1,92 kilómetros cuadrados.

## Demografía
Hasta 1991 la población era de 108 habitantes.